# Принцип на Хюйгенс – Френел
Принципът на Хюйгенс – Френел (наречен в чест на Кристиан Хюйгенс и Огюстен Френел) е един от основните постулати във вълновата теория, описващ механизма на разпространение на вълните на светлината. Според него, всяка точка от вълновия фронт е източник на сферични вторични вълни.
Съчетанието на принципа на Хюйгенс с принципа за интерференцията се нарича принцип на Хюйгенс – Френел.

## История
През 1678 г. Хюйгенс предполага, че всяка точка, до която достига светлина, става самата тя източник на сферична вълна. Сборът от тези вторични вълни определя формата на вълната във всяка следваща точка. Той счита, че вторичните вълни се разпространяват само в посока напред, макар и да не обяснява в теорията защо. Той успява да даде обяснение за линейното и сферичното разпространение на вълните, както и да изведе законите за отражение и рефракция чрез този принцип, но не успява да обясни отклоненията от праволинейното разпространение, които възникват, когато светлината среща ръбове, пролуки и решетки. Обяснението на това поведение накрая е намерено през 1991 г. от Дейвид Милър – източникът се оказва дипол (не монопол, както смята Хюйгенс), като така се угасява вълната по посоката на отразяване. Принципът на Хюйгенс, също така, не обяснява как се пресмята амплитудата и фазата в дадена точка и съответно големината на интензитета, а от там и разпределението на интензитета. Физически смисъл в принципа на Хюйгенс внася Френел, допълвайки го с идеята за интерференция на вторичните вълни.
През 1818 г. Френел доказва, че принципът на Хюйгенс, заедно с неговия собствен принцип за интерференция, може да обясни както праволинейното разпространение на светлината, така и ефектите на дифракция. За да получи смислени експериментални резултати, той включва допълнителни произволни предположения относно фазата и амплитудата на вторичните вълни, както и коефициент на наклоненост. Тези негови предположения нямат физическа основа, но довеждат до очакваните резултати от много експериментални наблюдения, включително и петното на Поасон.
Симеон Дени Поасон е член на Френската академия, която разглежда работата на Френел. Той използва теорията на Френел, за да предскаже, че ярко петно трябва да се появи в центъра на сянката на малък диск, и заключва от това, че теорията му е грешна. Обаче, Франсоа Араго, който е друг член на комитета, провежда експеримента отделно и показва, че прогнозата е вярна. Това е едно от изследванията, които по-късно печелят победа на вълновата теория на светлината над тогавашната преобладаваща корпускуларна теория.
Принципът на Хюйгенс – Френел предоставя солидна основа за разбиране и предсказване на класическото вълново разпространение на светлината. Въпреки това, принципът има своите ограничения и не всички експерти са съгласни, че той е точно представяне на реалността. Така например, Мелвин Шварц твърди, че принципът всъщност дава правилния отговор, но за грешни причини.
Теорията на Кирхоф за дифракцията предоставя точна математическа основа за дифракцията, основавайки се на вълновото уравнение. Произволните предположения, направени от Френел за съставянето на уравнението на Хюйгенс – Френел, се появяват автоматично от математиката зад това извеждане.
Прост пример за действие на принципа може да бъде наблюдаван, когато отворената врата свързва две стаи и се издава звук в отдалечен ъгъл на една от тях. Човек в другата стая би възприел звука, като че ли идващ от вратата. Що се късеа до втората стая, вибриращият звук при вратата е източникът на звук.

## Математическо представяне
Нека се вземе предвид случая на точков източник, намиращ се в точка P0 и трептящ с честота f. Смущението може да се опише чрез комплексна променлива U0, наречена комплексна амплитуда. Създава се сферична вълна с дължина на вълната λ и вълново число k = 2π/λ. Комплексната амплитуда на първичната вълна в точка Q на разстояние r0 от P0 може да се изрази по следния начин:
{\displaystyle U(r_{0})={\frac {U_{0}e^{ikr_{0}}}{r_{0}}}}
тъй като амплитудата намалява обратнопропорционално на изминатото разстояние, а фазата се променя k пъти с изминатото разстояние.
Използвайки теорията на Хюйгенс и принципа на суперпозиция на вълните, комплексната амплитуда в по-нататъшна точка P се намира чрез събиране на състоянията във всяка точка от сферата с радиус r0. За да удовлетвори експерименталните резултати, Френел намира, че индивидуалните състояния от вторичните вълни в сферата трябва да се умножат по константа, −i/λ, и по допълнителен коефициент на наклона, K(χ). Това предполага, че вторичните вълни трептят с четвърт цикъл извън фаза по отношение на първичната вълна и че амплитудата на вторичните вълни е със съотношение 1:λ спрямо първичната вълна. Той счита, че K(χ) има максимална стойност, когато χ = 0, и е равно на нула, когато χ = π/2. Комплексната амплитуда при P често се изразява чрез:
{\displaystyle U(P)=-{\frac {i}{\lambda }}U(r_{0})\int _{S}{\frac {e^{iks}}{s}}K(\chi )\,dS}
където S описва повърхността на сферата, а s е разстоянието между Q и P.
Френел използва метод за конструиране на области, за да намира приблизителни стойности на K за различните области, което му позволява да прави прогнози, които са в съответствие с експерименталните резултати.
Различните предположения, направени от Френел, изникват автоматично от формулата за дифракция на Кирхов, за която принципът на Хюйгенс – Френел може да се счита за приближение. Кирхов извежда следния израз за K(χ):
{\displaystyle ~K(\chi )={\frac {1}{2}}(1+\cos \chi )}
Тук K има максимална стойности при χ = 0, както е според принципа на Хюйгенс – Френел, обаче K не се равнява на нула при χ = π/2.

## Принципът на Хюйгенс и теорията на квантовото поле
Принципът на Хюйгенс може да се счита за следствие от еднородността на пространството. Всяко смущение, създадено в достатъчно малка област от хомогенното пространство, се разпространява от тази област във всички геодезични посоки. Вълните от това смущение на свой ред създават смущения в други области и така нататък. Суперпозицията на всички вълни води до наблюдавания модел на разпространение на вълната.
Еднородността на пространството е фундаментална за квантовата теория на полето, при която вълновата функция на всеки обект се разпространява по всички налични безпрепятствани посоки. Когато се интегрира по всички възможни траектории с вектор на фазата пропорционален на действието, интерференцията на вълновите функции правилно предсказва наблюдаваните явления. Всяка точка от вълновия фронт играе ролята на източник на вторични вълни, които се разпространяват със същата скорост като първоначалната вълна. Новият вълнов фронт се намира чрез построяване на повърхностна допирателна към вторичните вълни.